# D (programovací jazyk)
D je multiparadigmatický, aspektově a objektově orientovaný, imperativní a systémový programovací jazyk. Jeho autoři jsou Walter Bright z firmy Digital Mars a Andrei Alexandrescu. Vychází z jazyka C++, ale zároveň se liší. Jazyk D přestavěl některé rysy C++ a je ovlivněn jazyky Java, C#, Eiffel a Python. Stabilní verze 1.0 byla vydána 2. ledna 2007.
Designové cíle jazyka D jsou zkombinovat výkon kompilovaných jazyků s bezpečností a expresivní silou moderních dynamických jazyků. Idiomatický kód v D je obvykle stejně rychlý jako ekvivalentní kód C++, ale zároveň je kratší a paměťově bezpečný. Automatické odvození typu a automatická správa paměti umožňují rychlejší vývoj, přičemž kontrola mezí, design by contract a typový systém připravený na paralelní programování, pomáhají omezit počet chyb.

## Vlastnosti
Programovací jazyk D se poučil tam, kde má v praxi C++ problémy. I když používá mnoho konceptů jazyka C++, tak zároveň se některých zbavuje, a tudíž není kompatibilní se zdrojovým kódem C++. Přidává do funkcionality C++ implementací design by contract, unit testy, pravé moduly, mixiny, automatická správa paměti, first class pole, asociativní pole, dynamická pole, rozdělování polí, vnořené funkce, vnořené třídy, closures a lambda funkce, anonymní funkce, interpretaci jazyka při kompilaci, pozdní inicializace a změněnou syntaxi šablon. D může být stejně jako C++ použit pro nízkoúrovňové programování díky zabudované podpoře inline assembleru. Vícenásobná dědičnost je podobně jako v Javě realizována pomocí rozhraní. Syntaxe deklarace, příkazů a výrazů je stejná, jako v C++.
Vestavěný inline assembler představuje zásadní rozdíl mezi převážně systémovým D a aplikačními jazyky jako Java a C#. Inline assembler umožňuje programátorovi vkládat v podstatě strojový kód příslušného procesoru, což je technika používaná zejména programátory píšící systémový software pro přímý přístup k hardware. To je zapotřebí zejména při programování operačních systémů a ovladačů zařízení.
D má zabudovanou podporu dokumentačních komentářů a podporuje automatické generování dokumentace k programu.

## Charakteristika jazyka

### Datové typy

#### Celočíselné
byte (8 bitů)
short (16 bitů)
int (32 bitů)
long (64 bitů)
Bezznaménkové typy se deklarují pomocí prefixu u (například uint)

#### Zvláštní typy
void (žádný typ ani hodnota)
bool (buď true nebo false)

#### Desetinná čísla
float (32 bitů)
double (64 bitů)
real (největší možný rozsah na dané platformě)
Pomocí prefixů c a i lze deklarovat imaginární nebo komplexní čísla (například ifloat, cfloat). Literály imaginárních čísel mají sufix i, například 1.0i.

#### Znaky
char (8 bitů)
wchar (16 bitů)
dchar (32 bitů)

#### Pole
Indexují se od nuly.
Statická: mají konstantní velikost. Deklarují se takto: datový_typ[velikost].
Dynamická: mají proměnnou velikost. Deklarují se takto: datový_typ[].
Řetězce jsou aliasy na dynamická pole neměnných znaků: string je totéž jako immutable(char)[].

#### Asociativní pole
Mohou být indexována čímkoli, nejen číslem. Deklarují se takto: datový_typ[indexovací_typ].

#### Atributy
Datové typy mají vlastnosti. Přistupuje se k nim takto: typ.atribut, nebo proměnná.atribut.
Atributy, které mají všechny typy:
.init implicitní hodnota neinicializované proměnné
.sizeof velikost v bajtech
.alignof zarovnání v paměti
```
byte
 
a
;

int
 
b
;

float
 
c
;

a
.
sizeof
;
//1

b
.
sizeof
;
//4

c
.
sizeof
;
//4

```

Atributy celočíselných typů:
.init nula
.max nejvyšší možná hodnota
.min nejnižší možná hodnota
```
int
.
init
;
//0

int
 
a
=
int
.
max
;

int
 
b
=
int
.
min
;

int
 
c
=
123
;

int
 
d
=
a
+
c
;
//Přetečení, D nekontroluje, zda se hodnota vejde

int
 
e
=
b
-
c
;
//Podtečení, D nekontroluje, zda se hodnota vejde

```

Atributy desetinných čísel:
.init to samé co .nan
.nan neplatná hodnota, výsledek dělení nuly nulou
.infinity nekonečno, výsledek dělení nenulového čísla nulou
.dig přesnost v desetinných číslech
.re reálná část
.im imaginární část
```
float
.
init
;
//float.nan

cfloat
 
a
=
5.0
+
2.0i
;

ifloat
 
b
=
a
.
im
;
//2.0i

float
 
c
=
a
.
re
;
//5.0

float
 
d
=
c
/
0.0
;
//float.inf

float
 
e
=
0.0
/
0.0
;
//float.nan

```

Atributy polí:
.length délka pole (u dynamického ji lze měnit: pole.length=nová_délka)
.ptr ukazatel na první prvek pole
.dup vrátí nově vytvořené dynamické pole, do něhož překopíruje současné pole
.idup to samé co .dup, ale nové pole bude neměnné
.sort seřadí pole
.reverse převrátí pole
```
int
[
5
]
 
a
=[
1
,
2
,
3
,
4
,
5
];

a
.
length
;
//5

int
[]
 
b
=
a
.
dup
;
//Dynamické pole, kopie pole a

b
.
length
;
//5

b
.
length
=
12
;
//Změna velikosti pole

a
.
ptr
;
//Ukazatel na počátek pole

b
.
reverse
;
//b==[5,4,3,2,1]

immutable
(
int
)[]
 
c
=
b
.
idup
;
//Neměnná kopie

```

### Struktury
Deklarují se klíčovým slovem struct za které se napíše jméno struktury a pak ve složených závorkách všechny členské proměnné a metody. Struktury v D mohou obsahovat i statické proměnné a metody.

Příklad:
```
import
 
std
.
conv
;

struct
 
Osoba

{

    
int
 
vek
;

    
string
 
jmeno
;

    
static
 
Osoba
 
nejstarsi
;

    
string
 
predstav_se
()

    
{

        
//Textove retezce a pole se spojuji operatorem ~

        
//to!string je funkce která převede vek na string

        
return
 
"Jsem "
~
jmeno
~
" a mám "
~
to
!
string
(
vek
)~
" let."
;

    
}

    
void
 
zestarni
()

    
{

        
++
vek
;

        
if
(
vek
>
nejstarsi
.
vek
)

        
{

            
nejstarsi
=
this
;

        
}

    
}

    
static
 
string
 
predstav_nejstarsiho
()

    
{

        
return
 
"Jmenuje se "
 
~
 
nejstarsi
.
jmeno
 
~
 
" a je starý "
 
~
 
nejstarsi
.
vek
.
to
!
string
 
~
 
" let."
;

    
}

}

```

#### Inicializace
```
//Když jsou uvedeny jména členů, může být inicializace v jiném pořadí, než v deklaraci struktury

Osoba
 
pepa
={
jmeno
:
"Josef Novák"
,
 
vek
:
 
20
};

//Pokud se to inicializuje C-stylem, musí být prvky v daném pořadí

Osoba
 
petr
={
26
,
 
"Petr Pupík"
};

//Při inicializaci pomocí strukturového literálu musí být inicializace vyhodnotitelná v čase kompilace

Osoba
 
alena
=
Osoba
(
65
,
 
"Alena Dvořáková"
);

//Také nemusíme uvést inicializátor vůbec

Osoba
 
jana
;
//jana.vek==0, jana.jmeno==null

//Potom to můžeme kdykoli inicializovat takto:

jana
.
jmeno
=
"Jana Svobodová"
;

jana
.
vek
=
15
;

```

Všechny struktury mají vlastnost .tupleof, která vrátí n-tici prvků struktury.

### Unie
Unie na rozdíl od struktur mají velikost největší položky a jednotlivé členy se v paměti překrývají (statické se nepřekrývají). Deklarují se stejně jako struktury ale místo struct se použije union.
```
union
 
MojeUnie

{

    
byte
 
a
;

    
int
 
b
;

    
double
 
c
;

}

```

#### Inicializace
```
//Tak:

MojeUnie
 
x
={
c
:
0.0
};

//Nebo tak:

MojeUnie
 
y
;

y
.
b
=
0
;

```

## Ukázka kódu
Tento program vytiskne předané parametry. Funkce main je vstupní bod programu, a args je pole řetězců obsahující parametry příkazové řádky.
Smyčka foreach projde postupně všechny řetězce v poli args a vypíše je pomocí funkce writefln (formátovaný výstup s odřádkováním). Jednotlivým argumentům ve foreach je automaticky přiřazen datový typ podle kontextu; i datový typ int, line typ string. i slouží jako automatický index určující kolikátým prvkem je právě iterováno.
```
import
 
std
.
stdio
 
:
 
writefln
;

void
 
main
(
string
[]
 
args
)

{

    
foreach
 
(
i
,
 
arg
;
 
args
)

        
writefln
(
"args[%d] = '%s'"
,
 
i
,
 
arg
);

}

```